# 레바논-이스라엘 분쟁
레바논-이스라엘 분쟁 또는 남부 레바논 분쟁은 이스라엘, 레바논, 시리아, 팔레스타인 해방기구 뿐만 아니라 레바논 내에서 활동하는 다양한 민병대와 무장 세력이 관련된 일련의 군사 충돌이다. 갈등은 1980년대 레바논 내전 당시 최고조에 달했고 이후 줄어들었다.

## 같이 보기
- 이스라엘-팔레스타인 분쟁